# ثابت الانتشار
ثابت الانتشار للموجة الكهرومغناطيسية الجيبية مقياس للتغير في سعة الموجة وطورها عند انتشارها في اتجاه معين. ويجوز أن تكون الكمية المقيسة الجهد أو التيار في الدارة أو متجها مجاليا مثل شدة المجال الكهربائي. ويقيس ثابت الانتشار التغير لكل وحدة طول، لكنه بخلافه يكون بلا أبعاد.